# قائمة قرينات حكام النمسا

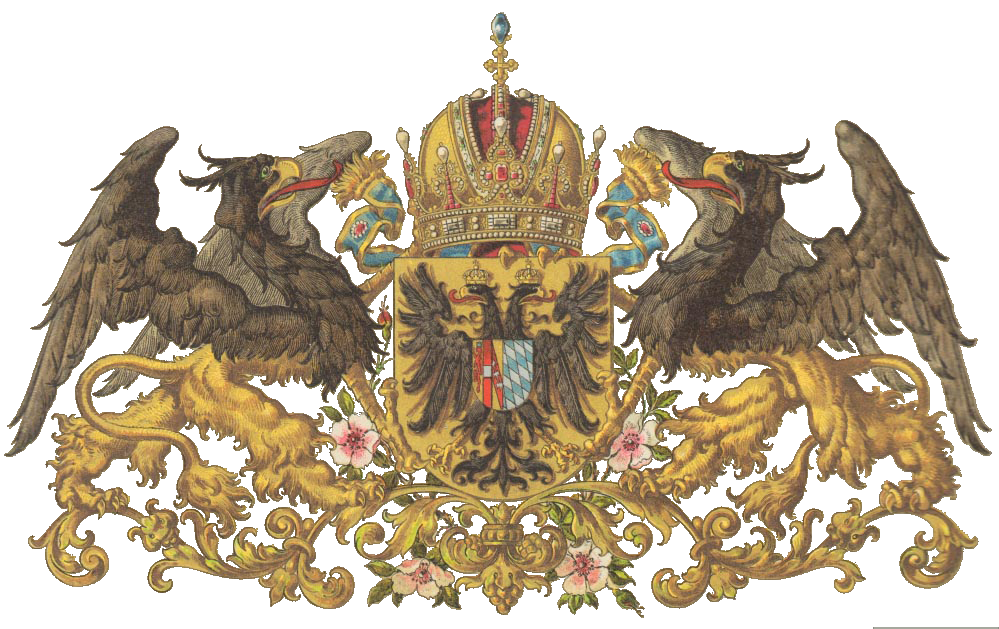
شعار إمبراطورة إليزابيث من بافاريا

هذه القائمة تحتوي على قرينات حكام النمسا، بحيث لقب اختلف من الزمن إلى آخر، بدأ من مارغرافينات وانتهاء بـ إمبراطورات.
إذا كنت تريد أزواجهن، أنظر:قائمة حكام النمسا.

## مارغرافين النمسا

### آل بابنبيرغ
| الصورة          | الاسم                          | الوالد                                          | الميلاد       | الزواج         | أصبحت مارغرافين               | توقف عن استخدام اللقب     | الوفاة         | الزوج          |
| --------------- | ------------------------------ | ----------------------------------------------- | ------------- | -------------- | ----------------------------- | ------------------------- | -------------- | -------------- |
|                 | ريتشارديس من سوالافيلدغاو      | الكونت إرنست الرابع من سوالافيلدغاو             | 945/950       | ؟              | 976 صعود الزوج                | 10 يوليو 994 وفاة الزوج   | 994؟           | ليوبولد الأول  |
|                 | جليسمود من ساكسون الشرقية      | الكونت إيمد الرابع في ساكسون الشرقية (إيمدينجر) | 975/980       | ؟              | 23 يونيو 1018 صعود الزوج      | 1040                      | 1040           | أدالبرت        |
|                 | فروزا أورسيولو                 | أوتو أورسيلو، دوغ البندقية (أورسيولو)           | 1015          | بعد 1040       | بعد 1040                      | 26 مايو 1055 وفاة الزوج   | 17 فبراير 1071 | أدالبرت        |
|                 | أديلايد من إيلنبورغ            | ديدي الأول، مارغريف ساكسون أوستمارك (فتين)      | 1040          | 1060           | 1060                          | 26 يناير 1071             | 26 يناير 1071  | إرنست          |
|                 | سوانهيلد فون در أونغارنمارك    | سيغارد السابع من أونغارنمارك                    | ؟             | 1072           | 1072                          | 10 يونيو 1075 وفاة الزوج  | 1120           | إرنست          |
|                 | إيدا من فورمباخ-راتلنبيرغ      | غير معروف                                       | 1060/1055     | 1065؟          | 10 يونيو 1075 صعود الزوج      | 12 أكتوبر 1095 وفاة الزوج | سبتمبر 1101    | ليوبولد الثاني |
|                 | ماريا دي بيرغ                  | فالشون من بيرغ (بيرغ)                           | 1080          | ؟              | 12 أكتوبر 1095 صعود الزوج     | 1105                      | 1105           | ليوبولد الثالث |
|                 | أغنيس من ألمانيا               | هاينريش الرابع، إمبراطور روماني مقدس (ساليان)   | 1072          | 1106           | 1106                          | 15 نوفمبر 1136 وفاة الزوج | 24 سبتمبر 1143 | ليوبولد الثالث |
|                 | ماريا من بوهيميا               | سوبيسلاف الأول، دوق بوهيميا (برزيميس)           | 1124/25       | 28 سبتمبر 1138 | 28 سبتمبر 1138                | 18 أكتوبر 1141 وفاة الزوج | 1160           | ليوبولد الرابع |
|                 | جيرترود من سوبلينبرغ           | لوثر الثاني، إمبراطور روماني مقدس (سوبلينبرغ)   | 18 أبريل 1115 | 1 مايو 1142    | 1 مايو 1142                   | 18 أبريل 1143             | 18 أبريل 1143  | هاينريش الثاني |
| تيودورا كومينين | أندرونيكوس كومينين (كومنينيون) | -                                               | 1148          | 1148           | 17 سبتمبر 1156 وثيقة الأمتياز | 2 يناير 1184              |                | هاينريش الثاني |

## دوقات النمسا

### آل بابنبيرغ
| الصورة | الاسم            | الوالد                                           | الميلاد | الزواج | أصبحت دوقة                    | توقف عن استخدام اللقب     | الوفاة           | الزوج          |
| ------ | ---------------- | ------------------------------------------------ | ------- | ------ | ----------------------------- | ------------------------- | ---------------- | -------------- |
|        | تيودورا كومينين  | أندرونيكوس كومينين (كومنينيون)                   | -       | 1148   | 17 سبتمبر 1156 وثيقة الأمتياز | 13 يناير 1177 وفاة الزوج  | 2 يناير 1184     | هنري الثاني    |
|        | هيلانة من المجر  | غيزا الثاني ملك المجر (أرباد)                    | 1158    | 1172/4 | 13 يناير 1177 صعود الزوج      | 31 ديسمبر 1194 وفاة الزوج | 25 مايو 1199     | ليوبولد الخامس |
|        | تيودورا أنجيلينا | يوحنا دوكاس أو ابنة أندرونيكوس أنجيلينا (أنجلوس) | 1180/5  | 1203   | 1203                          | 28 يوليو 1230 وفاة الزوج  | 22/23 يونيو 1246 | ليوبولد السادس |
|        | أغنيس من ميرانيا | أوتو الأول، دوق ميرانيا (أندخس-ميرانيا)          | 1215    | 1229   | 28 يوليو 1230 صعود الزوج      | 1240/3؟ الطلاق            | 7 يناير 1263     | فريدرخ الثاني  |

### فترة خلو العرش «إدعاء»
| الصورة | الاسم                 | الوالد                         | الميلاد | الزواج         | أصبحت دوقة     | توقف عن استخدام اللقب                      | الوفاة        | الزوج                     |
| ------ | --------------------- | ------------------------------ | ------- | -------------- | -------------- | ------------------------------------------ | ------------- | ------------------------- |
|        | كونيغوندا من سلافونيا | روستيسلاف ميخائيلوفيتش (روريك) | 1245    | 25 أكتوبر 1261 | 25 أكتوبر 1261 | نوفمبر 1276 تنازل الزوج عن حقوقه في النمسا | 9 سبتمبر 1285 | أوتوكار الثاني من بوهيميا |

### أسرة هابسبورغ
| الصورة | الاسم                      | الوالد                                            | الميلاد       | الزواج                                                      | أصبحت دوقة | توقف عن استخدام اللقب        | الوفاة         | الزوج          |
| ------ | -------------------------- | ------------------------------------------------- | ------------- | ----------------------------------------------------------- | --- | ---------------------------- | -------------- | -------------- |
|        | جيرترود من هوهنبيرغ        | بوركهارد الخامس كونت هوهنبيرغ (بوركهاردينية)      | 1225          | 1245                                                        | نوفمبر 1276 صعود الزوج | 16 فبراير 1281               | 16 فبراير 1281 | رودولف الأول   |
|        | إليزابيث من غوريتسيا-تيرول | مينهارد دوق كارينثيا (غوريتسيا)                   | ح. 1262       | 20 ديسمبر 1274                                              | ديسمبر 1282 صعود الزوج 25 مايو 1300 قرينة بالمشاركة مع كنتها 1 مارس 1305 وحيدة 16 أكتوبر 1306 وبالمشاركة مع كنتها الأخرى 3/4 يوليو 1307 وحيدة | 1 مايو 1308 وفاة الزوج       | 28 أكتوبر 1312 | ألبرخت الأول   |
|        | بلانش من النمسا            | فيليب الثالث ملك فرنسا (أسرة كابيه)               | ح. 1282       | 25 مايو 1300 قرينة بالمشاركة مع حماتها                      | 25 مايو 1300 قرينة بالمشاركة مع حماتها | 1 مارس 1305                  | 1 مارس 1305    | رودولف الثالث  |
|        | إليزابيث ريكسا من بولندا   | برزيميسو الثاني ملك بولندا (بياست)                | 1 سبتمبر 1286 | 16 أكتوبر 1306 قرينة بالمشاركة مع حماتها                    | 16 أكتوبر 1306 قرينة بالمشاركة مع حماتها | 3/4 يوليو 1307 وفاة الزوج    | 18 أكتوبر 1335 | رودولف الثالث  |
|        | إليزابيث من أراغون         | خايمي الثاني ملك أراغون (برشلونة)                 | 1305          | 11 مايو 1315 قرينة بالمشاركة مع سلفتها 28 فبراير 1326 وحيدة | 11 مايو 1315 قرينة بالمشاركة مع سلفتها 28 فبراير 1326 وحيدة                                                                                   | 13 يناير 1330 وفاة الزوج     | 12 يوليو 1330  | فريدرخ الأول   |
|        | كاثرينا من سافوي           | أميديو الخامس كونت سافوي (سافوي)                  | 1304          | ح. 1315 قرينة بالمشاركة مع سلفتها                           | ح. 1315 قرينة بالمشاركة مع سلفتها | 28 فبراير 1326 وفاة الزوج    | 30 سبتمبر 1336 | ليوبولد الأول  |
|        | يوهانا من بفيرت            | أولريخ الثالث، كونت بفيرت (سكاربونويس-مونتبليارد) | 1300          | 15 فبراير 1324                                              | 13 يناير 1330 قرينة بالمشاركة مع سلفتها 25 مارس 1330 وحيدة 16 فبراير 1335 وبالمشاركة مع سلفتها الأخرى 3 سبتمبر 1338 وحيدة                     | 15 نوفمبر 1351               | 15 نوفمبر 1351 | ألبرخت الثاني  |
|        | إليزابيث من بافاريا        | ستيفان الأول دوق بافاريا (فيتلسباخ)               | 1306          | 15 مايو 1325                                                | 13 يناير 1330 قرينة بالمشاركة مع سلفتها الكبرى                                                                                                | 25 مارس 1330                 | 25 مارس 1330   | أوتو           |
|        | آنا من بوهيميا             | يان ملك بوهيميا (لوكسمبورغ)                       | 27 مارس 1323  | 25 مارس 1330 قرينة بالمشاركة مع سلفتها الكبرى               | 25 مارس 1330 قرينة بالمشاركة مع سلفتها الكبرى                                                                                                 | 3 سبتمبر 1338                | 3 سبتمبر 1338  | أوتو           |
|        | كاثرينا من بوهيميا         | كارل الرابع إمبراطور روماني مقدس (لوكسمبورغ)      | 19 أغسطس 1342 | ح. 1350؟                                                    | 16 أغسطس 1358 صعود الزوج | 27 يوليو 1365 وفاة الزوج     | 26 أبريل 1395  | رودولف الرابع  |
|        | إليزابيث من بوهيميا        | كارل الرابع إمبراطور روماني مقدس (لوكسمبورغ)      | 19 أبريل 1358 | بعد 19 مارس 1366 قرينة بالمشاركة مع سلفتها                  | بعد 19 مارس 1366 قرينة بالمشاركة مع سلفتها | 4 سبتمبر 1373                | 4 سبتمبر 1373  | ألبرخت الثالث  |
|        | بياتريكس من نورنبيرغ       | فريدرش الخامس، بورغريف نورنبيرغ (هوهنتسولرن)      | 1362          | 1375 قرينة بالمشاركة مع سلفتها                              | 1375 قرينة بالمشاركة مع سلفتها | 9 سبتمبر 1379 معاهدة نيوبيرغ | 10 يونيو 1414  | ألبرخت الثالث  |
|        | فيريدس فيسكونتي            | بيرنابو فيسكونتي، لورد ميلانو (فيسكونتي)          | 1352          | 23 فبراير 1365                                              | 27 يوليو 1365 وحيدة بعد 19 مارس 1366 قرينة بالمشاركة مع سلفتها 4 سبتمبر 1373 وحيدة ح. 1375 وبالمشاركة مع سلفتها الأخرى                        | 9 سبتمبر 1379 معاهدة نيوبيرغ | 1 مارس 1414    | ليوبولد الثالث |

#### خط الألبرتيني
ألبرشت الثالث تلقى أرشيدوقية النمسا، التي ادعت لاحقاً بـ النمسا السفلى.
| الصورة | الاسم                  | الوالد                                       | الميلاد       | الزواج        | أصبحت دوقة                   | توقف عن استخدام اللقب     | الوفاة         | الزوج         |
| --- | ---------------------- | -------------------------------------------- | ------------- | ------------- | ---------------------------- | ------------------------- | -------------- | ------------- |
| | بياتريكس من نورنبيرغ   | فريدرخ الخامس، بورغريف نورنبيرغ (هوهنتسولرن) | 1362          | 1375          | 9 سبتمبر 1379 معاهدة نيوبيرغ | 29 أغسطس 1395 وفاة الزوج  | 10 يونيو 1414  | ألبرخت الثالث |
| | جوانا صوفيا من بافاريا | ألبرخت الأول، دوق بافاريا (فيتلسباخ)         | 1373          | 24 أبريل 1390 | 29 أغسطس 1395 صعود الزوج     | 14 سبتمبر 1404 وفاة الزوج | 15 نوفمبر 1410 | ألبرخت الرابع |
| | إليزابيث من بوهيميا    | سيغيسموند، إمبراطور روماني مقدس (لوكسمبورغ)  | 7 أكتوبر 1409 | 1422          | 1422                         | 27 أكتوبر 1439 وفاة الزوج | 25 ديسمبر 1442 | ألبرخت الخامس |
| انقرض الخط مع وفاة لاديسلاوس اليتيم، الذي توفي في 23 نوفمبر 1457 أثناء تحضيره لزواج من ماغدالينا من فالوا ابنة شارل السابع ملك فرنسا؛ وبذلك لم يتزوجها، أراضيه ذهبت إلى خط ليوبولديني. |                        |                                              |               |               |                              |                           |                |               |

#### خط ليوبولديني

##### الخط الأكبر
وفي حين تلقى ليوبولد الثالث دوقيات ستيريا، كارينثيا وكارنيولا، كونتية تيرول النمسا الخارجية.
| الصورة | الاسم                  | الوالد                                            | الميلاد       | الزواج | أصبحت دوقة | توقف عن استخدام اللقب       | الوفاة        | الزوج          |
| ------ | ---------------------- | ------------------------------------------------- | ------------- | --- | --- | --------------------------- | ------------- | -------------- |
|        | فيريدس فيسكونتي        | بيرنابو فيسكونتي، لورد ميلانو (فيسكونتي)          | 1352          | 23 فبراير 1365 | 9 سبتمبر 1379 معاهدة نيوبيرغ | 9 يوليو 1386 وفاة الزوج     | 1 مارس 1414   | ليوبولد الثالث |
|        | جوان الثانية من نابولي | كارلو الثالث ملك نابولي (أنجو-دوراتسو)            | 23 يونيو 1373 | 13 نوفمبر 1401 قرينة بالمشاركة مع سفلتها الثانية 1402 وبالمشاركة أيضا مع سفلتها الثالثة                                                                         | 13 نوفمبر 1401 قرينة بالمشاركة مع سفلتها الثانية 1402 وبالمشاركة أيضا مع سفلتها الثالثة                                                                         | 15 يوليو 1406 وفاة الزوج    | 2 فبراير 1435 | فيلهلم         |
|        | كاثرين من بورغندي      | فيليب الثاني، دوق بورغندي (فالوا-بورغندي)         | أبريل 1378    | 15 أغسطس 1393 وحيدة 13 نوفمبر 1401 قرينة بالمشاركة مع سلفتها الكبرى 1402 وبالمشاركة أيضا مع السلفة الثالثة 15 يوليو 1406 وحيدة بعد تقسيم الليوبولدينيين الأراضي | 15 أغسطس 1393 وحيدة 13 نوفمبر 1401 قرينة بالمشاركة مع سلفتها الكبرى 1402 وبالمشاركة أيضا مع السلفة الثالثة 15 يوليو 1406 وحيدة بعد تقسيم الليوبولدينيين الأراضي | 3 يونيو 1411 وفاة الزوج     | 24 يناير 1425 | ليوبولد الرابع |
|        | مارغريت من بوميرانيا   | بوغزلاف الخامس، دوق بوميرانيا (بوميرانيا-فولغاست) | 1366          | 14 يناير 1392 | 1402 قرينة بالمشاركة مع سلفاتها الكبرى والثانية | 15 يوليو 1406 تقسيم الأراضي | ح. 1407/1410  | ارنست          |

في 1406، قسم الليوبولدينيين أراضيهم:

##### خط الأرنستي
تلقى خط الإرنستي دوقيات ستيريا، كارينثيا وكارنيولا، وادعت باسم النمسا الداخلية:
| الصورة | الاسم                | الوالد                                            | الميلاد        | الزواج                                 | أصبحت دوقة                             | توقف عن استخدام اللقب    | الوفاة         | الزوج         |
| ------ | -------------------- | ------------------------------------------------- | -------------- | -------------------------------------- | -------------------------------------- | ------------------------ | -------------- | ------------- |
|        | مارغريت من بوميرانيا | بوغزلاف الخامس، دوق بوميرانيا (بوميرانيا-فولغاست) | 1366           | 14 يناير 1392                          | 15 يوليو 1406 تقسيم الأراضي            | ح. 1407/1410             | ح. 1407/1410   | إرنست         |
|        | كيمبورغس من ماسوفيا  | سيمويت الرابع، دوق ماسوفيا (بياست)                | 1394/1397      | 25 يناير 1412 أرشيدوقة اعتباراً من 1414 | 25 يناير 1412 أرشيدوقة اعتباراً من 1414 | 10 يونيو 1424 وفاة الزوج | 28 سبتمبر 1429 | إرنست         |
|        | إليونور من البرتغال  | دوارتي الأول ملك البرتغال (أفيس)                  | 18 سبتمبر 1434 | 16 مارس 1452 أرشيدوقة اعتباراً من 1453  | 16 مارس 1452 أرشيدوقة اعتباراً من 1453  | 3 سبتمبر 1467            | 3 سبتمبر 1467  | فريدرخ الخامس |
|        | ماتيلدا من بالاتينات | لودفيغ الثالث، ناخب بالاتينات (فيتلسباخ)          | 7 مارس 1419    | 1452 أرشيدوقة اعتباراً من 1458          | 1452 أرشيدوقة اعتباراً من 1458          | 2 ديسمبر 1463 وفاة الزوج | 22 أغسطس 1482  | ألبرخت السادس |

##### خط التيرولي الأكبر
حصل خط التيرولي الأكبر على تيرول، وأيضا حصل عل النمسا الخارجية. وكانت هذه الأراضي تسمى بـ النمسا العليا:
| الصورة                                     | الاسم                 | الوالد                                                | الميلاد        | الزواج                                  | أصبحت دوقة                              | توقف عن استخدام اللقب    | الوفاة         | الزوج            |
| ------------------------------------------ | --------------------- | ----------------------------------------------------- | -------------- | --------------------------------------- | --------------------------------------- | ------------------------ | -------------- | ---------------- |
|                                            | إليزابيث من بالاتينات | روبرخت ملك ألمانيا (فيتلسباخ)                         | 27 أكتوبر 1381 | 24 ديسمبر 1407                          | 24 ديسمبر 1407                          | 31 ديسمبر 1408           | 31 ديسمبر 1408 | فريدرخ الرابع    |
|                                            | آنا من براونشفايغ     | فريدرخ، دوق براونشفايغ-لونيبورغ (براونشفايغ-لونيبورغ) | 1390           | 11 يونيو 1411                           | 11 يونيو 1411                           | 1432                     | 1432           | فريدرخ الرابع    |
|                                            | إليونور من اسكتلندا   | جيمس الأول ملك اسكتلندا (ستيوارت)                     | 1433           | 12 فبراير 1449 أرشيدوقة اعتباراً من 1477 | 12 فبراير 1449 أرشيدوقة اعتباراً من 1477 | 20 نوفمبر 1480           | 20 نوفمبر 1480 | سيغيسموند        |
|                                            | كاثرين من ساكسونيا    | ألبرخت الثالث، دوق ساكسونيا (فتين)                    | 24 يوليو 1468  | 24 فبراير 1484 أيضا أرشيدوقة            | 24 فبراير 1484 أيضا أرشيدوقة            | مايو 1490 تنازل الزوج    | 10 فبراير 1524 | سيغيسموند        |
|                                            | آن من بريتاني         | فرانسوا الثاني، دوق بريتاني (درو-مونتفورت)            | 25 يناير 1477  | 19 ديسمبر 1490 أيضا أرشيدوقة            | 19 ديسمبر 1490 أيضا أرشيدوقة            | أوائل 1492 إلغاءه البابا | 9 يناير 1514   | ماكسيمليان الأول |
| في 1493 تتوحد أرشيدوقيات المنفصلة من جديد. |                       |                                                       |                |                                         |                                         |                          |                |                  |

### دوقات «مدعية»
ماتياس كورفينوس، ملك المجر، بحيث طالب بـ الأراضي النمساوية، وقام باحتلال حدود النمسا وتيرول. وادعى لقب «دوق النمسا»، وأقام في فيينا من 1485 حتى وفاته 1490.
| الصورة | الاسم             | الوالد                                  | الميلاد        | الزواج         | أصبحت دوقة                          | توقف عن استخدام اللقب   | الوفاة         | الزوج        |
| ------ | ----------------- | --------------------------------------- | -------------- | -------------- | ----------------------------------- | ----------------------- | -------------- | ------------ |
|        | بياتريس من نابولي | فرديناندو الأول ملك نابولي (تراستامارا) | 16 نوفمبر 1457 | 15 ديسمبر 1476 | 1 يونيو 1485 غزو الزوج لمعظم النمسا | 6 أبريل 1490 وفاة الزوج | 23 سبتمبر 1508 | ماتياس الأول |

## أرشيدوقات النمسا

### آل هابسبورغ
| الصورة                                                                  | الاسم                              | الوالد                                        | الميلاد        | الزواج                                     | أصبحت أرشيدوقة | توقف عن استخدام اللقب        | الوفاة         | الزوج            |
| ----------------------------------------------------------------------- | ---------------------------------- | --------------------------------------------- | -------------- | ------------------------------------------ | --- | ---------------------------- | -------------- | ---------------- |
|                                                                         | كاثرين من بوهيميا                  | كارل الرابع، إمبراطور روماني مقدس (لوكسمبورغ) | 19 أغسطس 1342  | ح. 1350؟                                   | 1359-1358 إعلان وتيقة الأمتياز من قبل الزوج                                                                            | 27 يوليو 1365 وفاة الزوج     | 26 أبريل 1395  | رودولف الرابع    |
|                                                                         | إليزابيث من بوهيميا                | كارل الرابع، إمبراطور روماني مقدس (لوكسمبورغ) | 19 أبريل 1358  | بعد 19 مارس 1366 قرينة بالمشاركة مع سلفتها | بعد 19 مارس 1366 قرينة بالمشاركة مع سلفتها                                                                             | 4 سبتمبر 1373                | 4 سبتمبر 1373  | ألبرخت الثالث    |
|                                                                         | بياتريكس من نورنبيرغ               | فريدرش الخامس، بورغريف نورنبيرغ (هوهنتسولرن)  | 1362           | 1375 قرينة بالمشاركة مع سلفتها             | 1375 قرينة بالمشاركة مع سلفتها                                                                                         | 9 سبتمبر 1379 معاهدة نيوبيرغ | 10 يونيو 1414  | ألبرخت الثالث    |
|                                                                         | فيريدس فيسكونتي                    | بيرنابو فيسكونتي، لورد ميلانو (فيسكونتي)      | 1352           | 23 فبراير 1365                             | 27 يوليو 1365 وحيدة بعد 19 مارس 1366 قرينة بالمشاركة مع سلفتها 4 سبتمبر 1373 وحيدة ح. 1375 وبالمشاركة مع سلفتها الأخرى | 9 سبتمبر 1379 معاهدة نيوبيرغ | 1 مارس 1414    | ليوبولد الثالث   |
|                                                                         | جوانا صوفيا من بافاريا             | ألبرشت الأول، دوق بافاريا (فيتلسباخ)          | 1373           | 24 أبريل 1390                              | 29 أغسطس 1395 صعود الزوج                                                                                               | 14 سبتمبر 1404 وفاة الزوج    | 15 نوفمبر 1410 | ألبرخت الرابع    |
|                                                                         | إليزابيث من بوهيميا                | سيغيسموند، إمبراطور روماني مقدس (لوكسمبورغ)   | 7 أكتوبر 1409  | 1422                                       | 1422 | 27 أكتوبر 1439 وفاة الزوج    | 25 ديسمبر 1442 | ألبرخت الخامس    |
|                                                                         | كيمبورغس من ماسوفيا                | سيمويت الرابع، دوق ماسوفيا (بياست)            | 1394/1397      | 25 يناير 1412                              | 1414 أعلن زوجها نفسه كـ أرشيدوق                                                                                        | 10 يونيو 1424 وفاة الزوج     | 28 سبتمبر 1429 | إرنست            |
|                                                                         | إليانور من البرتغال                | دوارتي الأول ملك البرتغال (أفيس)              | 18 سبتمبر 1434 | 16 مارس 1452                               | 1453 زوجها اعترف بـ وثيقة الأمتياز 1458 قرينة بالمشاركة مع سلفتها 2 ديسمبر 1463 وحيدة                                  | 3 سبتمبر 1467                | 3 سبتمبر 1467  | فريدرخ الخامس    |
|                                                                         | ماتيلدا من بالاتينات               | لودفيغ الثالث، ناخب بالاتينات (فيتلسباخ)      | 7 مارس 1419    | 1452                                       | 1458 اللقب مُنح لزوج قرينة بالمشاركة مع سلفتها                                                                          | 2 ديسمبر 1463 وفاة الزوج     | 22 أغسطس 1482  | ألبرخت السادس    |
|                                                                         | إليونور من اسكتلندا                | جيمس الأول ملك اسكتلندا (ستيوارت)             | 1433           | 12 فبراير 1449                             | 1477 اللقب مُنح لزوج | 20 نوفمبر 1480               | 20 نوفمبر 1480 | سيغيسموند        |
|                                                                         | كاثرين من ساكسونيا                 | ألبرخت الثالث، دوق ساكسونيا (فتين)            | 24 يوليو 1468  | 24 فبراير 1484                             | 24 فبراير 1484 | مايو 1490 تنازل الزوج        | 10 فبراير 1524 | سيغيسموند        |
|                                                                         | آن من بريتاني                      | فرانسوا الثاني، دوق بريتاني (درو-مونتفورت)    | 25 يناير 1477  | 19 ديسمبر 1490                             | 19 ديسمبر 1490 | أوائل 1492 إلغاءه البابا     | 9 يناير 1514   | ماكسيمليان الأول |
| في 1493 تتوحد الأراضي النمساوية المنفصلة من جديد.                       |                                    |                                               |                |                                            | |                              |                |                  |
|                                                                         | بيانكا ماريا من ميلان              | غالياتسو ماريا، دوق ميلانو (سفورزا)           | 5 أبريل 1472   | 16 مارس 1494                               | 16 مارس 1494 | 31 ديسمبر 1510               | 31 ديسمبر 1510 | ماكسيمليان الأول |
|                                                                         | إيزابيلا من البرتغال               | مانويل الأول ملك البرتغال (أفيس)              | 23 أكتوبر 1503 | 10 مارس 1526                               | 10 مارس 1526 | 1 مايو 1539                  | 1 مايو 1539    | كارل الخامس      |
|                                                                         | آنا من المجر وبوهيميا ملكة الرومان | فلاديسلاف الثاني ملك المجر وبوهيميا (ياغيلون) | 23 يوليو 1503  | 25 مايو 1521                               | 25 مايو 1521 | 27 يناير 1547                | 27 يناير 1547  | فرديناند الأول   |
| في 1564 انقسمت الأراضي النمساوية بين أبناء الإمبراطور فرديناند الثلاثة. |                                    |                                               |                |                                            | |                              |                |                  |

#### النمسا السفلى
النمسا السفلى (النمسا الطبيعية) تم تمريرها إلى ابن الأكبر ماكسيمليان:-
| الصورة                                                                                          | الاسم           | الوالد                                     | الميلاد       | الزواج         | أصبحت أرشيدوقة           | توقف عن استخدام اللقب     | الوفاة         | الزوج             |
| ----------------------------------------------------------------------------------------------- | --------------- | ------------------------------------------ | ------------- | -------------- | ------------------------ | ------------------------- | -------------- | ----------------- |
|                                                                                                 | ماريا من النمسا | الإمبراطور كارل الخامس (هابسبورغ)          | 21 يونيو 1528 | 13 سبتمبر 1548 | 25 يوليو 1564 صعود الزوج | 12 أكتوبر 1576 وفاة الزوج | 26 فبراير 1603 | ماكسيمليان الثاني |
|                                                                                                 | آنا من تيرول    | فرديناند الثاني، أرشيدوق النمسا (هابسبورغ) | 4 أكتوبر 1585 | 4 ديسمبر 1611  | 4 ديسمبر 1611            | 14 ديسمبر 1618            | 14 ديسمبر 1618 | ماثياس            |
| توفي رودولف وماتياس من دون أبناء بذلك انتقلت الأراضي إلى حفيد الإمبراطور فرديناند من ابنه كارل. |                 |                                            |               |                |                          |                           |                |                   |

#### النمسا العليا
النمسا العليا (تيرول، النمسا الخارجية) انتقلت إلى الابن الثاني فرديناند
| الصورة                                                                               | الاسم                  | الوالد                                     | الميلاد        | الزواج        | أصبحت أرشيدوقة | توقف عن استخدام اللقب    | الوفاة         | الزوج           |
| ------------------------------------------------------------------------------------ | ---------------------- | ------------------------------------------ | -------------- | ------------- | -------------- | ------------------------ | -------------- | --------------- |
|                                                                                      | آنا جوليانا من مانتوفا | غولييلمو الأول، دوق مانتوفا (غونزاغا)      | 16 نوفمبر 1566 | 14 مايو 1582  | 14 مايو 1582   | 24 يناير 1595 وفاة الزوج | 3 أغسطس 1621   | فرديناند الثاني |
| توفي فرديناند دون وريث شرعي، وبذلك انتقلت أراضي إلى ابن شقيقه وصهره.                 |                        |                                            |                |               |                |                          |                |                 |
|                                                                                      | آنا من تيرول           | فرديناند الثاني، أرشيدوق النمسا (هابسبورغ) | 4 أكتوبر 1585  | 4 ديسمبر 1611 | 4 ديسمبر 1611  | 14 ديسمبر 1618           | 14 ديسمبر 1618 | ماثياس          |
| توفي ماتياس دون أبناء بذلك انتقلت الأراضي إلى حفيد الإمبراطور فرديناند من ابنه كارل. |                        |                                            |                |               |                |                          |                |                 |

#### النمسا الداخلية
النمسا الداخلية (ستيريا، كارينثيا، كارنيولا) انتقلت إلى الابن الثالث كارل:-
| الصورة                                   | الاسم                | الوالد                                | الميلاد       | الزواج        | أصبحت أرشيدوقة | توقف عن استخدام اللقب    | الوفاة        | الزوج           |
| ---------------------------------------- | -------------------- | ------------------------------------- | ------------- | ------------- | -------------- | ------------------------ | ------------- | --------------- |
|                                          | ماريا آنا من بافاريا | ألبرشت الخامس، دوق بافاريا (فيتلسباخ) | 21 مارس 1551  | 26 أغسطس 1571 | 26 أغسطس 1571  | 10 يوليو 1590 وفاة الزوج | 29 أبريل 1608 | كارل الثاني     |
|                                          | ماريا آنا من بافاريا | فيلهلم الخامس، دوق بافاريا (فيتلسباخ) | 8 ديسمبر 1574 | 23 أبريل 1600 | 23 أبريل 1600  | 8 مارس 1616              | 8 مارس 1616   | فرديناند الثالث |
| توحدت الأراضي النمساوية من جديد في 1619. |                      |                                       |               |               |                |                          |               |                 |

#### التوحيد، والتقسيم مرة أخرى
تم إعادة توحيد الأراضي النمساوية في 1619 عن طريق الميراث من خلال فرديناند الثالث، أرشيدوق النمسا الداخلية (الذي أصبح الآن إمبراطور روماني مقدس)، ولكن في 1623 بعد خمسة سنوات من حرب الثلاثين عاما كان لديه الكثير للقيام به، وبذلك تم تقسيمها مرة أخرى، عندما جعل فرديناند شقيقه الأصغر ليوبولد ، حاكما على النمسا العليا.

##### النمسا السفلى والنمسا الداخلية
| الصورة                              | الاسم                     | الوالد                                    | الميلاد                     | الزواج         | أصبحت أرشيدوقة            | توقف عن استخدام اللقب     | الوفاة        | الزوج           |
| ----------------------------------- | ------------------------- | ----------------------------------------- | --------------------------- | -------------- | ------------------------- | ------------------------- | ------------- | --------------- |
|                                     | إليونور من مانتوفا        | فينشينسو الأول، دوق مانتوفا (غونزاغا)     | 23 سبتمبر (23 فبراير؟) 1598 | 4 فبراير 1622  | 4 فبراير 1622             | 15 فبراير 1637 وفاة الزوج | 27 يونيو 1655 | فرديناند الثالث |
|                                     | ماريا آنا من إسبانيا      | فيليب الثالث ملك إسبانيا (هابسبورغ)       | 18 أغسطس 1606               | 20 فبراير 1631 | 15 فبراير 1637 صعود الزوج | 13 مايو 1646              | 13 مايو 1646  | فرديناند الرابع |
|                                     | ماريا ليوبولدين من النمسا | ليوبولد الخامس، أرشيدوق النمسا (هابسبورغ) | 6 أبريل 1632                | 2 يوليو 1648   | 2 يوليو 1648              | 7 أغسطس 1649              | 7 أغسطس 1649  | فرديناند الرابع |
|                                     | إليونور من مانتوفا        | كارلو الثاني، دوق مانتوفا (غونزاغا)       | 18 نوفمبر 1630              | 30 أبريل 1651  | 30 أبريل 1651             | 2 أبريل 1657 وفاة الزوج   | 6 ديسمبر 1686 | فرديناند الرابع |
| تم توحيد الأراضي النمساوية في 1665. |                           |                                           |                             |                |                           |                           |               |                 |

##### النمسا العليا
مُرت النمسا العليا إلى خط التيرولي الأصغر:-
| الصورة                                                                        | الاسم                       | الوالد                                                 | الميلاد       | الزواج        | أصبحت أرشيدوقة | توقف عن استخدام اللقب     | الوفاة         | الزوج            |
| ----------------------------------------------------------------------------- | --------------------------- | ------------------------------------------------------ | ------------- | ------------- | -------------- | ------------------------- | -------------- | ---------------- |
|                                                                               | كلادويا دي ميديشي           | فرديناندو الأول دي ميديشي، دوق توسكانا الأكبر (ميديشي) | 4 يونيو 1604  | 19 أبريل 1626 | 19 أبريل 1626  | 13 سبتمبر 1632 وفاة الزوج | 25 ديسمبر 1648 | ليوبولد الخامس   |
|                                                                               | آنا دي ميديشي               | كوزيمو الثاني دي ميديشي، دوق توسكانا الأكبر (ميديشي)   | 21 يوليو 1616 | 10 يونيو 1646 | 10 يونيو 1646  | 30 ديسمبر 1662 وفاة الزوج | 11 سبتمبر 1676 | فرديناند كارل    |
|                                                                               | هيدفيغ من بالاتينات-زولسباخ | كريستيان أوغست، دوق بالاتينات-زولسباخ (فيتلسباخ)       | 25 أبريل 1650 | 13 يونيو 1665 | 13 يونيو 1665  | 25 يونيو 1665 وفاة الزوج  | 23 نوفمبر 1681 | سيغيسموند فرانتس |
| بعد وفاة سيغيسموند فرانتس دون ورثة من الأبناء، أعادت الأراضي إلى الخط الأكبر. |                             |                                                        |               |               |                |                           |                |                  |

### التوحيد مرة أخرى
توحدت الأراضي النمساوية مرة أخرى في 1665 وبشكل نهائي:-
| الصورة | الاسم                                    | الوالد                                        | الميلاد                    | الزواج         | أصبحت أرشيدوقة         | توقف عن استخدام اللقب     | الوفاة         | الزوج          |
| ------ | ---------------------------------------- | --------------------------------------------- | -------------------------- | -------------- | ---------------------- | ------------------------- | -------------- | -------------- |
|        | مارغريت تيريزا من إسبانيا                | فيليب الرابع ملك إسبانيا (هابسبورغ)           | 12 يوليو 1651              | 12 ديسمبر 1666 | 12 ديسمبر 1666         | 12 مارس 1673              | 12 مارس 1673   | ليوبولد السادس |
|        | كلادويا فيليزتاس من النمسا               | فرديناند كارل، أرشيدوق النمسا (هابسبورغ)      | 30 مايو 1653               | 15 أكتوبر 1673 | 15 أكتوبر 1673         | 8 أبريل 1676              | 8 أبريل 1676   | ليوبولد السادس |
|        | إليونور-ماغدالين من نيوبورغ              | فيليب فيلهلم، ناخب بالاتينات (فيتلسباخ)       | 6 يناير 1655               | 14 ديسمبر 1676 | 14 ديسمبر 1676         | 5 مايو 1705 وفاة الزوج    | 19 يناير 1720  | ليوبولد السادس |
|        | فيلهيلمين أمالي من براونشفايغ-لونيبورغ   | يوهان فريدرش، دوق كالينبورغ (فلف)             | 21 أبريل 1673              | 24 فبراير 1699 | 5 مايو 1705 صعود الزوج | 17 أبريل 1711 وفاة الزوج  | 10 أبريل 1742  | يوزف الأول     |
|        | إليزابيث كريستين من براونشفايغ-فولفنبوتل | لودفيغ رودولف، دوق براونشفايغ-فولفنبوتل (فلف) | 28 أغسطس (28 سبتمبر؟) 1691 | 1 أغسطس 1708   | ديسمبر 1711 صعود الزوج | 20 أكتوبر 1740 وفاة الزوج | 21 ديسمبر 1750 | كارل الثالث    |

### أسرة هابسبورغ-لورين
| الصورة | الاسم                         | الوالد                                     | الميلاد        | الزواج        | أصبحت أرشيدوقة            | توقف عن استخدام اللقب    | الوفاة        | الزوج          |
| ------ | ----------------------------- | ------------------------------------------ | -------------- | ------------- | ------------------------- | ------------------------ | ------------- | -------------- |
|        | ماريا يوزفا من بافاريا        | الإمبراطور كارل السابع (فيتلسباخ)          | 30 مارس 1739   | 23 يناير 1765 | 18 أغسطس 1765 صعود الزوج  | 28 مايو 1767             | 28 مايو 1767  | يوزف الثاني    |
|        | ماريا لويزا من إسبانيا        | كارلوس الثالث ملك إسبانيا (بوربون)         | 24 نوفمبر 1745 | 5 أغسطس 1765  | 30 سبتمبر 1790 صعود الزوج | 1 مارس 1792 وفاة الزوج   | 15 مايو 1792  | ليوبولد السابع |
|        | ماريا تيريزا من نابولي وصقلية | فرديناندو الأول ملك نابولي وصقلية (بوربون) | 6 يونيو 1772   | 15 أغسطس 1790 | 5 يوليو 1792 صعود الزوج   | 6 أغسطس 1806 تنازل الزوج | 13 أبريل 1807 | فرانتس الأول   |

## إمبراطورات النمسا

### أسرة هابسبورغ-لورين
| الصورة | الاسم                         | الوالد                                            | الميلاد        | الزواج         | أصبحت إمبراطورة           | توقف عن استخدام اللقب      | الوفاة         | الزوج            |
| ------ | ----------------------------- | ------------------------------------------------- | -------------- | -------------- | ------------------------- | -------------------------- | -------------- | ---------------- |
|        | ماريا تيريزا من نابولي وصقلية | فرديناندو الأول ملك الصقليتين(بوربون- الصقليتين)  | 6 يونيو 1772   | 15 أغسطس 1790  | 11 أغسطس 1804 صعود الزوج  | 13 أبريل 1807              | 13 أبريل 1807  | فرانتس الأول     |
|        | ماريا لودفيكا من النمسا-إستي  | الأرشيدوق فرديناند من النمسا-إستي (هابسبورغ-إستي) | 14 ديسمبر 1787 | 6 يناير 1808   | 6 يناير 1808              | 7 أبريل 1816               | 7 أبريل 1816   | فرانتس الأول     |
|        | كارولين أوغستا من بافاريا     | ماكسيمليان الأول يوزف ملك بافاريا (فيتلسباخ)      | 8 فبراير 1792  | 29 أكتوبر 1816 | 29 أكتوبر 1816            | 2 مارس 1835 وفاة الزوج     | 9 فبراير 1873  | فرانتس الأول     |
|        | ماريا آنا من سردينيا          | فيتوريو إمانويلي الأول ملك سردينيا (سافوي)        | 19 سبتمبر 1803 | 12 فبراير 1831 | 2 مارس 1835 صعود الزوج    | 2 ديسمبر 1848 تنازل الزوج  | 4 مايو 1884    | فرديناند الأول   |
|        | إليزابيث من بافاريا           | ماكسيمليان يوزف، دوق في بافاريا (فيتلسباخ)        | 24 ديسمبر 1837 | 24 أبريل 1854  | 24 أبريل 1854             | 10 سبتمبر 1898             | 10 سبتمبر 1898 | فرانز يوزف الأول |
|        | زيتا من بوربون-بارما          | روبرت الأول، دوق بارما (بوربون-بارما)             | 9 مايو 1892    | 13 يونيو 1911  | 21 نوفمبر 1916 صعود الزوج | 11 نوفمبر 1918 تنازل الزوج | 14 مارس 1989   | كارل الأول       |

## حاملات اللقب إمبراطورات النمسا
في 1918 تم حل الملكية، واقيمت الجمهورية، ومع ذلك أعضاء الأسرة البائدة يدعون الألقاب الملكية القديمة ولكن دون اعتراف رسمي بذلك.

### أسرة هابسبورغ-لورين(منذ 1918)
| الصورة | الاسم                   | الوالد                                       | الميلاد      | الزواج        | حاملة اللقب                  | توقف عن استخدام اللقب   | الوفاة        | الزوج          |
| ------ | ----------------------- | -------------------------------------------- | ------------ | ------------- | ---------------------------- | ----------------------- | ------------- | -------------- |
|        | زيتا من بوربون-بارما    | روبرت الأول، دوق بارما (بوربون-بارما)        | 9 مايو 1892  | 13 يونيو 1911 | 11 نوفمبر 1918 إلغاء الملكية | 1 أبريل 1922 وفاة الزوج | 14 مارس 1989  | كارل           |
|        | ريجينا من ساكس-ماينينغن | غيورغ، أمير ساكس-ماينينغن (ساكس-ماينينغن)    | 6 يناير 1925 | 10 مايو 1951  | 10 مايو 1951                 | يناير 2007 تنازل الزوج  | 3 فبراير 2010 | الأرشيدوق أوتو |
|        | فرانشيسكا ثسن           | بارون هانس هاينريش ثسن-بورنمزا (ثسن-بورنمزا) | 7 يونيو 1958 | 31 يناير 1993 | يناير 2007 صعود الزوج        | شاغل                    | شاغل          | الأرشيدوق كارل |